# ألاباما شيك
ألاباما شيك هم فرقة روك تأسسوا في آثنز،ألاباما في 2009.